# Radio 2 Days
Radio 2 Days è una trasmissione radiofonica ideata da Michele Cucuzza e Michele Afferrante in onda su Rai Radio 2 ogni sabato e domenica dalle 18:00 alle 19:30 in diretta dagli studi di Via Asiago in Roma.
È un rotocalco leggero, ma allo stesso tempo ricco di contenuti, attento all'attualità, aperto alle originalità e alle particolarità. L'intento è quello di informare e intrattenere in maniera intelligente, prestando attenzione ad argomenti talvolta ingiustamente dimenticati o trattati superficialmente.
Nella prima edizione (2010-2011) il programma è stato condotto da Michele Cucuzza e Chiara Conti (con l'innesto, per un breve periodo, di Federica Cifola). A partire da gennaio 2011 la conduzione passa a Michele Cucuzza e Chiara Giallonardo.
Tanti gli ospiti della trasmissione: dall'attore e regista Carlo Verdone al matematico Piergiorgio Odifreddi, dallo scrittore Erri De Luca al cantante Mario Biondi, dal sacerdote don Luigi Ciotti alla sindacalista Susanna Camusso, dal conduttore televisivo Paolo Bonolis al giornalista Gianni Riotta.
Nel corso della trasmissione vengono letti e commentati alcuni messaggi dei radioascoltatori chiamati a inviare messaggi sms su precisi argomenti.
Nell'edizione 2011-2012 il programma si caratterizza per una maggiore attenzione alla stretta attualità con collegamenti in diretta (dimissioni di Silvio Berlusconi e nascita del governo di Mario Monti, manifestazione Occupy Wall Street, zone colpite dall'emergenza neve, terremoto in Emilia, ecc.).
Il programma è scritto da Michele Afferrante e Filippo Mauceri.